# Tanguy Le Turquais
Tanguy Le Turquais  (Istres, 25 de junio de 1989) es un piloto de altura y regatista profesional francés que compite en solitario en regatas oceánicas a bordo de varios veleros monotipo.
Empezó a navegar en 2011, y tras sus inicios en la Mini Transat, se hizo profesional en regatas oceánicas en solitario.

## Carrera profesional
En la primavera de 2022, anunció que quería participar en la Vendée Globe, en nombre de la asociación Lazare, comprando el IMOCA Apicil a Damien Seguin. Para preparar su calificación, participó en este barco renombrado Lazare en la Route du Rhum 2022, donde terminó 13º tras la rotura de un timón.
A principios de 2023 instaló su base para preparar su IMOCA en Locmiquélic, localidad de Morbihan donde reside desde 2018.

## Palmarés
- 2013[1]
  - Mini Transat : 6º

- 2014[6]
  - Champion de France Course au Large Mini Transat
  - Pornichet Select : 1º
  - Les Sables - Les Açores : 1º (2ª etapa)

- 2015[6]
  - Champion de France Course au Large Mini Transat
  - Mini Transat : 3º
  - Pornichet Select 1º

- 2016[1]
  - Douarnenez Horta Solo : 16º
  - Transat AG2R La Mondiale : 12º

- 2017[1]
  - Solo Maîtres Coq : 16º
  - Tour de Bretagne à la Voile : 12º
  - Solitaire du Figaro : 16º

- 2018[1]
  - Solitaire du Figaro : 19º
  - Transat AG2R La Mondiale : 14º (con Clarisse Crémer)

- 2019[1]
  - Solitaire du Figaro : 35º
  - Solo Maître Coq : 2º

- 2021[7][8]
  - Transat Jacques Vabre : 19º
  - Solitaire du Figaro : 14º
  - Sardinha Cup : 4º (con Corentin Douguet)
  - Transat en Double : 2º (con Corentin Douguet)
  - Tour de Bretagne à la voile : 8º (con Robin Follin)
  - Solo Guy Cotten : 3º

- 2022[9]
  - Route du Rhum : 13º
  - Défi Azimut - Lorient Agglomération : 9º